# Un osso per due
Un osso per due (T-Bone for Two) è un film del 1942 diretto da Clyde Geronimi. È un cortometraggio animato della serie Pluto, prodotto dalla Walt Disney Productions e uscito negli Stati Uniti il 14 agosto 1942, distribuito dalla RKO Radio Pictures.

## Trama
Pluto trova un osso, ma prima che possa mangiarselo arriva il suo nemico Butch che, spaventandolo, se lo prende. Pluto allora decide di ingannare Butch, facendo finta di dissotterrare un osso enorme. Butch lascia quindi perdere l'osso e si mette a scavare, così Pluto può riprendersi il maltolto. Mentre se ne va, Pluto viene inseguito da Butch, che ha scoperto l'inganno, e si nasconde in una discarica. A causa di una trombetta, però, l'osso finisce oltre la staccionata e viene ritrovato da Butch, che se lo riprende. Pluto ha l'idea di usare la trombetta per rubare l'osso a Butch: il piano riesce, ma il bulldog, cercando di recuperare l'osso, mette il muso nella recinzione. Pluto allora usa la trombetta per gonfiare Butch come un pallone: il bulldog vola via sgonfiandosi e Pluto può portarsi via l'osso.

## Distribuzione

### Edizioni home video

#### VHS
- Le nuove avventure di Pluto (settembre 1986)[1]
- VideoParade vol. 17 (maggio 1994)[2]

#### DVD
Il cortometraggio è incluso nel DVD Walt Disney Treasures: Pluto, la collezione completa - Vol. 1.